# Reyno (Arkansas)
Reyno est une ville située dans l’État américain de l'Arkansas, dans le comté de Randolph.